# Santino Ferrucci
Santino Ferrucci (Woodbury, Litchfield, Connecticut; 31 de mayo de 1998) es un piloto de automovilismo estadounidense. Inició su carrera deportiva en los Estados Unidos en 2012, tuvo un paso por Europa compitiendo, entre otros campeonatos, en GP3 Series y Fórmula 2. En 2018 volvió a su país natal para competir en IndyCar Series, donde lo hace desde entonces. Fue tercero en las 500 Millas de Indianápolis de 2023, cuarto en 2020, y quinto en 2025.

## Carrera

### GP3 Series
Ferrucci participó de las temporadas 2016 y 2017 de GP3 Series con la escudería DAMS. El piloto logró solamente un podio en un total de 24 carreras.

### Campeonato de Fórmula 2 de la FIA
Ferrucci hizo su debut en el Campeonato de Fórmula 2 de la FIA en la ronda de Budapest de la temporada 2017 con el equipo Trident, para luego completar el resto de la temporada.
En la temporada 2018, el piloto volvió a participar junto a Trident. En la ronda de Silverstone, Ferrucci fue sancionado con múltiples penalizaciones: en la primera carrera del fin de semana, disputada el día sábado, el piloto forzó a su compañero de equipo Arjun Maini a que abandonara la pista, siendo castigado con la adición de tiempo a su resultado final; el domingo, en la segunda carrera, Ferrucci nuevamente forzó al compañero a que se saliera de la pista. Tras este acto, Ferrucci fue citado por los comisarios del evento, pero no compareció, siendo posteriormente desclasificado de la segunda prueba. Al piloto también se lo vio conduciendo entre los paddocks de Fórmula 2 y Fórmula 1, sin un guante y con el teléfono móvil, gesto prohibido por el reglamento de regulaciones deportivas y técnicas. Por estos actos el piloto fue sancionado con no poder participar en las siguientes dos rondas, además de ser multado económicamente por 6 000 €. Más adelante y sin completar ninguna ronda de sanción, el piloto sería despedido por su escudería.

### Fórmula 1

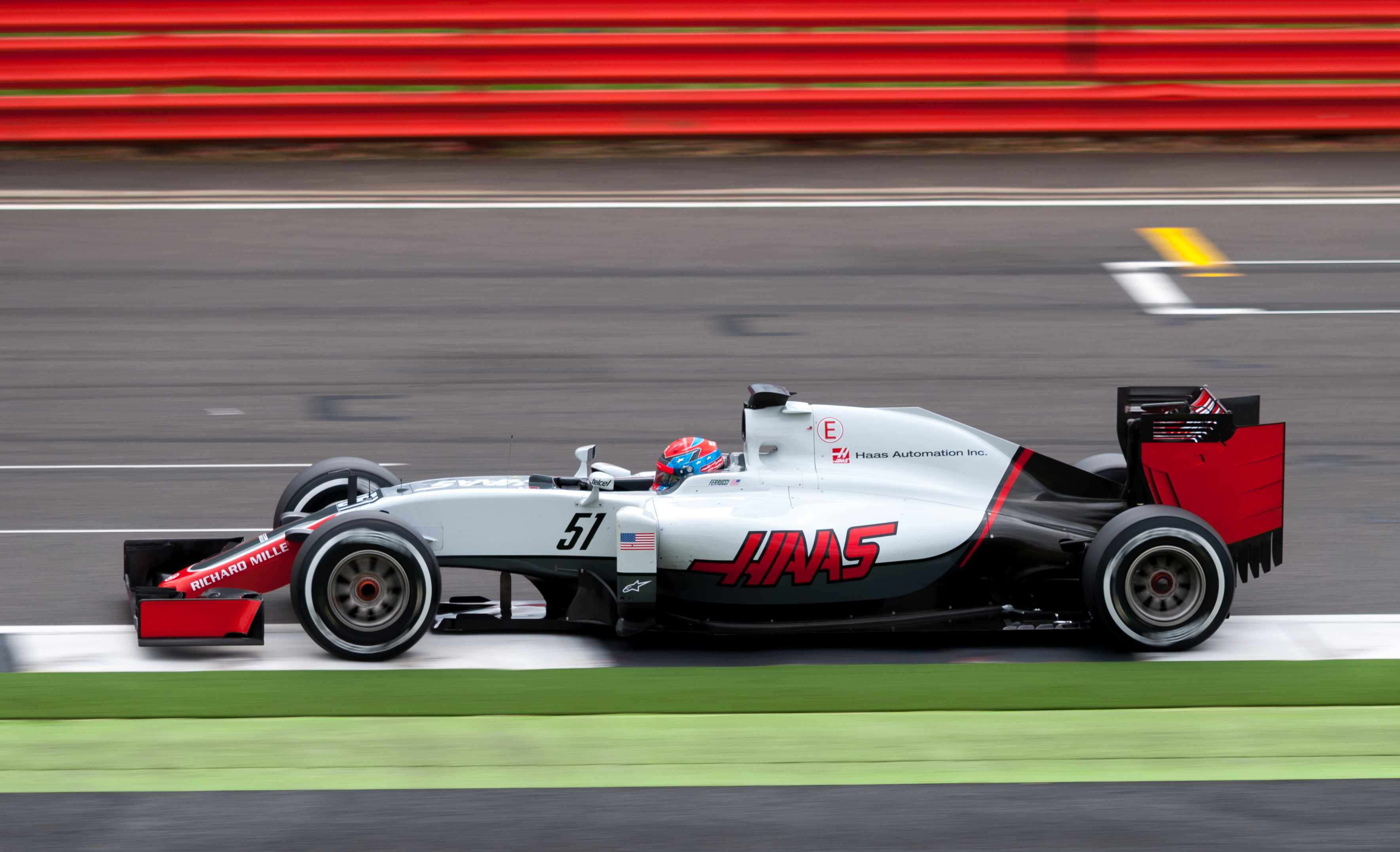
Santino Ferrucci probando el Haas VF-16 en Silverstone.

Ferrucci fue piloto de desarrollo de la escudería Haas F1 Team en 2016, 2017 y 2018. En julio de 2016, participó en entrenamientos llevados a cabo luego del Gran Premio de Gran Bretaña.

### IndyCar Series
En junio de 2018, Ferrucci hizo su debut en la temporada de IndyCar Series en el Gran Premio de Detroit, con el equipo Dale Coyne Racing y sustituyendo a Pietro Fittipaldi, que sufrió un grave accidente en la ronda clasificatoria de las 6 Horas de Spa-Francorchamps, ronda del Campeonato Mundial de Resistencia de la FIA. Ferrucci terminó en 22.º lugar en su primera carrera. El piloto también disputó las últimas dos carreras de la temporada con el mismo equipo.
En 2019, el piloto vuelve a participar con la misma escudería, en toda la temporada. En su primera edición de las 500 Millas de Indianápolis terminó en el séptimo lugar y también obtuvo el premio al novato del año. Luego obtuvo tres cuartos puestos en los óvalos de Texas, Pocono y Gateway. De este modo finalizó 13° en el clasificador general.
Al año siguiente, volvió a tener un resultado destacado en la Indy 500, al finalizar en cuarta posición, siendo su mejor resultado en el año. Acumuló cinco llegadas entre los diez primeros para quedar 13° en el campeonato por segundo año consecutivo.

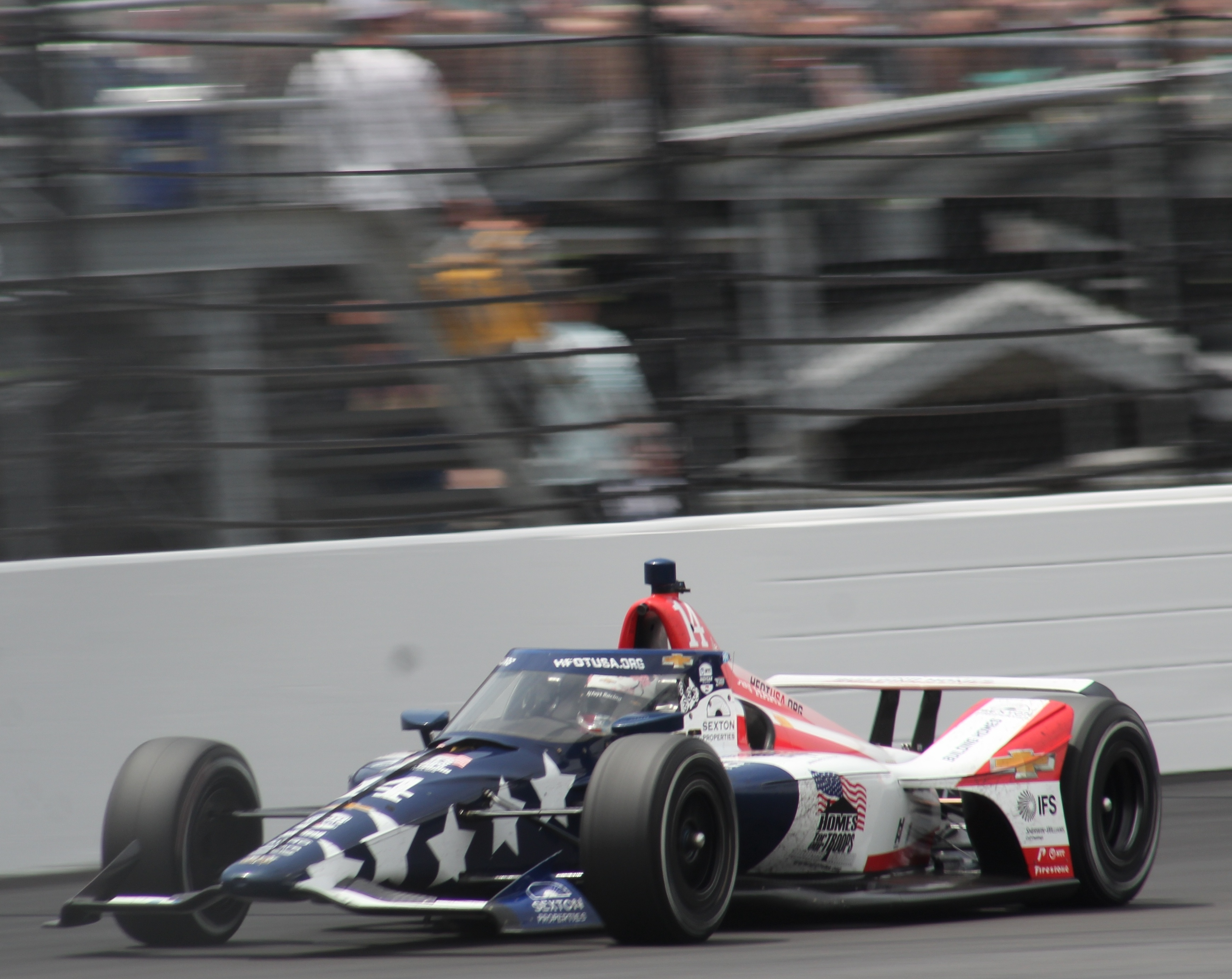
Ferrucci en Indy 500 2023.

Para 2021, Ed Jones ocupó su lugar en el equipo Coyne. Participó en cinco carreras para Rahal Letterman Lanigan Racing, en donde fue sexto en las 500 Millas de Indianápolis y en la primera fecha de Detroit, noveno en Mid-Ohio, décimo en la segunda fecha de Detroit y undécimo en Nashville.
En 2022, Ferrucci solamente tenía previsto competir en las 500 Millas con Dreyer & Reinbold Racing, pero antes de ello participó en Texas junto a Rahal Letterman Lanigan Racing, remplazando al accidentado Jack Harvey. En ambas finalizó entre los 10 mejores. También compitió en el GP de Detroit con Juncos Hollinger Racing.
Al año siguiente, fue llamado por A.J. Foyt Enterprises para competir en la temporada completa. Logró su mejor resultado en la IndyCar en las 500 Millas de Indianápolis de 2023, al finalizar tercero.
En la temporada siguiente, los resultados de Ferrucci mejoraron. Logró su primera pole position y finalizó cuarto en dos carreras, además de frecuentar el top 10. Finalizó noveno en el campeonato, su mejor resultado hasta entonces. En 2025, fue quinto en las 500 millas.

### NASCAR y midgets
En 2021, Ferrucci tuvo sus primeras experiencias en competencias de NASCAR y midgets. En la primera, compitió en la Xfinity Series con el equipo Sam Hunt Racing. En la segunda, fue parte de una carrera de Chili Bowl con Dave Mac Motorsports.

## Resumen de carrera
| Temporada | Categoría                                 | Equipo                         | Carreras     | Victorias    | Poles        | VR           | Podios       | Puntos       | Pos.         |
| --------- | ----------------------------------------- | ------------------------------ | ------------ | ------------ | ------------ | ------------ | ------------ | ------------ | ------------ |
| 2012-13   | SBF2000 Winter Series                     | —                              | 10           | 3            | 3            | 4            | 6            | —            | —            |
| 2013      | Campeonato de F2000                       | —                              | 8            | 0            | 1            | 0            | 4            | 288          | 5.º          |
| 2014      | Campeonato Europeo de Fórmula 3 de la FIA | EuroInternational              | 20           | 0            | 0            | 0            | 0            | 24           | 19.º         |
| 2014      | Campeonato de Alemania de Fórmula 3       | EuroInternational              | 5            | 0            | 0            | 0            | 1            | 33           | 10.º         |
| 2014      | Fórmula 3 Británica                       | Fortec Motorsport              | 3            | 2            | 1            | 2            | 3            | 0            | NC†          |
| 2014      | Gran Premio de Macao                      | Fortec Motorsport              | 1            | 0            | 0            | 0            | 0            | N/A          | 8.º          |
| 2015      | Campeonato Europeo de Fórmula 3 de la FIA | Mücke Motorsport               | 33           | 0            | 0            | 1            | 1            | 91           | 11.º         |
| 2015      | Gran Premio de Macao                      | Mücke Motorsport               | 1            | 0            | 0            | 0            | 0            | N/A          | 6.º          |
| 2015      | Toyota Racing Series                      | Giles Motorsport               | 16           | 1            | 0            | 2            | 6            | 765          | 3.º          |
| 2016      | GP3 Series                                | DAMS                           | 18           | 0            | 0            | 0            | 1            | 36           | 12.º         |
| 2017      | GP3 Series                                | DAMS                           | 6            | 0            | 0            | 0            | 0            | 3            | 19.º         |
| 2017      | Campeonato de Fórmula 2 de la FIA         | Trident                        | 10           | 0            | 0            | 0            | 0            | 4            | 22.º         |
| 2018      | Campeonato de Fórmula 2 de la FIA         | Trident                        | 13           | 0            | 0            | 0            | 0            | 7            | 19.º         |
| 2018      | IndyCar Series                            | Dale Coyne Racing              | 4            | 0            | 0            | 0            | 0            | 66           | 27.º         |
| 2019      | IndyCar Series                            | Dale Coyne Racing              | 17           | 0            | 0            | 0            | 0            | 351          | 13.º         |
| 2020      | IndyCar Series                            | Dale Coyne Racing              | 14           | 0            | 0            | 0            | 0            | 290          | 13.º         |
| 2021      | IndyCar Series                            | Dale Coyne Racing              | 5            | 0            | 0            | 1            | 0            | 146          | 24.º         |
| 2021      | NASCAR Xfinity Series                     | Sam Hunt Racing                | 6            | 0            | 0            | N/A          | N/A          | 102          | 35.º         |
| 2022      | IndyCar Series                            | Rahal Letterman Lanigan Racing | 1            | 0            | 0            | 0            | 0            | 71           | 28.º         |
| 2022      | IndyCar Series                            | Dreyer & Reinbold Racing       | 1            | 0            | 0            | 0            | 0            | 71           | 28.º         |
| 2022      | IndyCar Series                            | Juncos Hollinger Racing        | 1            | 0            | 0            | 0            | 0            | 71           | 28.º         |
| 2023      | IndyCar Series                            | A.J. Foyt Enterprises          | 17           | 0            | 0            | 0            | 1            | 214          | 19.º         |
| 2024      | IndyCar Series                            | A.J. Foyt Enterprises          | 17           | 0            | 1            | 0            | 0            | 367          | 9.º          |
| 2025      | IndyCar Series                            | A.J. Foyt Enterprises          | Disputándose | Disputándose | Disputándose | Disputándose | Disputándose | Disputándose | Disputándose |
| Fuente:   |                                           |                                |              |              |              |              |              |              |              |

- † - Al participar Ferrucci como piloto invitado, no fue apto para puntuar.

## Resultados

### GP3 Series
(Clave) (negrita indica pole position) (cursiva indica vuelta rápida puntuable)

| Año  | Escudería | 1   | 1   | 2   | 2   | 3   | 3   | 4   | 4   | 5   | 5   | 6   | 6   | 7   | 7   | 8   | 8   | 9   | 9   | Pos. | Puntos | Ref.   |
| ---- | --------- | --- | --- | --- | --- | --- | --- | --- | --- | --- | --- | --- | --- | --- | --- | --- | --- | --- | --- | ---- | ------ | ------ |
| 2016 | DAMS      | BAR | BAR | SPI | SPI | SIL | SIL | BUD | BUD | HOC | HOC | SPA | SPA | MNZ | MNZ | KUA | KUA | YMC | YMC | 12.º | 36     | [ 27 ] |
| 2016 | DAMS      | 15  | 11  | 15  | 10  | 18  | 4   | 15  | 11  | 9   | 4   | 7   | 3   | 19† | 11  | Ret | Ret | 9   | 15  | 12.º | 36     | [ 27 ] |
| 2017 | DAMS      | BAR | BAR | SPI | SPI | SIL | SIL | BUD | BUD | SPA | SPA | MNZ | MNZ | JER | JER | YMC | YMC |     |     | 19.º | 3      | [ 28 ] |
| 2017 | DAMS      | 9   | 8   | Ret | 13  | Ret | 9   |     |     |     |     |     |     |     |     |     |     |     |     | 19.º | 3      | [ 28 ] |

### Campeonato de Fórmula 2 de la FIA
(Clave) (negrita indica pole position) (cursiva indica vuelta rápida puntuable)

| Año  | Escudería | 1   | 1   | 2   | 2   | 3   | 3   | 4   | 4   | 5   | 5   | 6   | 6   | 7   | 7   | 8   | 8   | 9   | 9   | 10  | 10  | 11  | 11  | 12  | 12  | Pos. | Puntos | Ref.   |
| ---- | --------- | --- | --- | --- | --- | --- | --- | --- | --- | --- | --- | --- | --- | --- | --- | --- | --- | --- | --- | --- | --- | --- | --- | --- | --- | ---- | ------ | ------ |
| 2017 | Trident   | SAK | SAK | BAR | BAR | MON | MON | BAK | BAK | SPI | SPI | SIL | SIL | BUD | BUD | SPA | SPA | MNZ | MNZ | JER | JER | YMC | YMC |     |     | 22.º | 4      | [ 29 ] |
| 2017 | Trident   |     |     |     |     |     |     |     |     |     |     |     |     | 9   | 14  | 9   | 10  | Ret | 14  | Ret | 13  | 14  | 15  |     |     | 22.º | 4      | [ 29 ] |
| 2018 | Trident   | SAK | SAK | BAK | BAK | BAR | BAR | MON | MON | LEC | LEC | SPI | SPI | SIL | SIL | BUD | BUD | SPA | SPA | MNZ | MNZ | SOC | SOC | YMC | YMC | 19.º | 7      | [ 30 ] |
| 2018 | Trident   | 14  | 20  | 11  | 6   | DNS | 11  | 13  | 12† | 13  | 9   | 10  | 7   | 16  | DSQ |     |     |     |     |     |     |     |     |     |     | 19.º | 7      | [ 30 ] |

### IndyCar Series
(Clave) (negrita indica pole position) (cursiva indica vuelta rápida)

| Año     | Equipo                               | Motor     | 1      | 2       | 3      | 4      | 5      | 6       | 7      | 8      | 9      | 10     | 11     | 12     | 13      | 14     | 15     | 16     | 17     | 18    | Pos. | Puntos |
| ------- | ------------------------------------ | --------- | ------ | ------- | ------ | ------ | ------ | ------- | ------ | ------ | ------ | ------ | ------ | ------ | ------- | ------ | ------ | ------ | ------ | ----- | ---- | ------ |
| 2018    | Dale Coyne Racing                    | Honda     | STP    | PHX     | LBH    | ALA    | IMS    | INDY    | DET 22 | DET 20 | TXS    | ROA    | IOW    | TOR    | MDO     | POC    | GTW    | POR 20 | SNM 11 |       | 27.º | 66     |
| 2019    | Dale Coyne Racing                    | Honda     | STP 9  | COA 20  | ALA 15 | LBH 21 | IMS 10 | INDY 7  | DET 19 | DET 10 | TXS 4  | RDA 19 | TOR 11 | IOW 12 | MDO 12  | POC 4  | GTW 4  | POR 17 | LAG 24 |       | 13.º | 351    |
| 2020    | Dale Coyne Racing w/ Vasser-Sullivan | Honda     | TXS 21 | IMS 9   | ROA 6  | ROA 6  | IOW 13 | IOW 18  | INDY 4 | GTW 16 | GTW 10 | MDO 14 | MDO 14 | IMS 15 | IMS 12  | STP 23 |        |        |        |       | 13.º | 290    |
| 2021    | Rahal Letterman Lanigan Racing       | Honda     | ALA    | STP     | TXS    | TXS    | IMS    | INDY 6  | DET 6  | DET 10 | ROA    | MDO 9  | NSH 11 | IMS    | GTW     | POR    | LAG    | LBH    |        |       | 24.º | 146    |
| 2022    | Rahal Letterman Lanigan Racing       | Honda     | STP    | TXS 9   | LBH    | ALA    | IMS    |         |        |        |        |        |        |        |         |        |        |        |        |       | 28.º | 71     |
| 2022    | Dreyer & Reinbold Racing             | Chevrolet |        |         |        |        |        | INDY 10 |        |        |        |        |        |        |         |        |        |        |        |       | 28.º | 71     |
| 2022    | Juncos Hollinger Racing              | Chevrolet |        |         |        |        |        |         | DET 21 | ROA    | MDO    | TOR    | IOW    | IOW    | IMS     | NSH    | GTW    | POR    | LAG    |       | 28.º | 71     |
| 2023    | A.J. Foyt Enterprises                | Chevrolet | STP 24 | TXS 21  | LBH 11 | ALA 20 | IMS 23 | INDY 3  | DET 21 | ROA 16 | MDO 24 | TOR 17 | IOW 26 | IOW 22 | NSH 18  | IMS 23 | GAT 13 | POR 16 | LAG 17 |       | 19.º | 214    |
| 2024    | A.J. Foyt Enterprises                | Chevrolet | STP 9  | THE DNQ | LBH 21 | ALA 7  | IGP 27 | INDY 8  | DET 9  | ROA 15 | LAG 9  | MDO 10 | IOW 6  | IOW 11 | TOR 20  | GAT 12 | POR 8  | MIL 4  | MIL 4  | NSH 6 | 9.º  | 367    |
| 2025*   | A.J. Foyt Enterprises                | Chevrolet | STP 14 | THE 14  | LBH 11 | ALA 18 | IGP 20 | INDY 5  | DET 2  | GAT 5  | ROA 3  | MDO 16 | IOW 8  | IOW 15 | TOR DNS | LAG 22 | POR 27 | MIL    | NSH    |       | 14.º | 253    |
| Fuente: |                                      |           |        |         |        |        |        |         |        |        |        |        |        |        |         |        |        |        |        |       |      |        |

- * Temporada en progreso.